# 1705 en arts plastiques
| Années des arts plastiques : 1702 - 1703 - 1704 - 1705 - 1706 - 1707 - 1708    |
| Décennies des arts plastiques : 1670 - 1680 - 1690 - 1700 - 1710 - 1720 - 1730 |

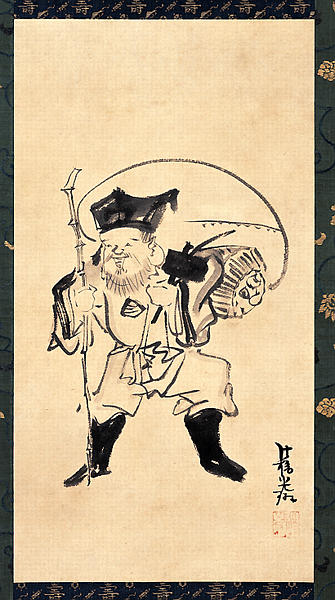
Daikokuten, encre sur papier de Ogata Korin.

Cette page concerne l'année 1705 en arts plastiques.

## Naissances
- 15 février : Charles André dit Carle Van Loo ou Vanloo, peintre français († 15 juillet 1765),
- 21 mars : Lorenz Natter, graveur de pierres précieuses et médailleur allemand († 27 octobre 1763),
- 18 août : Emanuel Büchel, boulanger, dessinateur, topographe et aquarelliste suisse († 24 septembre 1775),
- 17 novembre : Andrea Casali, peintre rococo italien († 7 septembre 1784),
- ? : Egidio dall'Oglio, peintre italien († 1784).

## Décès
- 12 janvier : Luca Giordano, peintre italien (° 1634),
- 28 mars : Gaspard Rigaud, peintre français (° 1er juin 1661),
- 31 mars : Michel de Cornical, peintre d'histoire français (° 1668),
- 28 mai : Jan Vermeer van Haarlem le jeune,  peintre et graveur paysagiste néerlandais (° 29 novembre 1656),
- 14 septembre : François Sicre, peintre français (° 1640),
- 2 octobre : Benoît Audran le Vieux, graveur français (° 22 novembre 1661),
- 24 octobre : Marc Nattier, peintre français (° 1642),
- ? :
  - Domenico Bettini, peintre baroque italien (° 1644),
  - Giuseppe Diamantini, peintre italien (° 1621).